# Jalisse
Jalisse és un duo musical italià compost pel matrimoni Fabio Ricci (Roma, 5 de setembre de 1965) i Alessandra Drusian (Oderzo, 18 de maig de 1969).

## Carrera musical
Els dos components es troben per primera vegada el 1989 a l'oficina d'una companyia discogràfica. Alessandra fins aquell moment hi havia aconseguit nombroses victòries en competicions de música al Vèneto i al Friül - Venècia Júlia; Fabio era cantant i teclista d'una banda anomenada «Vox Populi», amb la qual va publicar un maxi single titulat I'm So Bad, i es presentava a la discogràfica com cantautor.
Entre 1990 i 1993 Alessandra, després d'haver estat llançada per Pippo Baudo en el programa «Gran Premio», va participar en una sèrie d'aparicions a programes de televisió.
El 1992 es retroba novament amb Fabio, tots dos decideixen treballar plegats i dos anys més tard es forma el grup Jalisse, nom que va ser pres d'un personatge de la sèrie de televisió «I Robinson». L'any 1995 van participar a «Sanremo Giovani» amb la cançó Vivo, acabant al tercer lloc i adquirint per tant el dret de participar en el Festival de Sanremo a l'any següent, on van ocupar el sisè lloc en la secció de «Nuove Proposte», amb la cançó Liberami.
Van ser convidats el 1995 al Festival de Sanremo, després de nou el 1996 i el 1997 quan Jalisse va guanyar el Festival de Música de Sanremo amb el títol  Fiumi di parole, representant a Dublín, amb aquest títol Itàlia al Festival de la Cançó d'Eurovisió 1997, on van quedar al 4t lloc amb 114 punts. Després d'això, el duet va passar a ser discret i es va casar el 1999. El 2004 es va llançar el senzill  6 Desiderio i la primavera de 2005, l'àlbum Siedi e ascolta.

## Discografia

### Àlbum
- 1997 - Il cerchio magico del mondo
- 2006 - Siedi e ascolta
- 2009 - Linguaggio universale

### Senzill
- 1995 - Vivo
- 1996 - Liberami
- 1997 - Fiumi di parole
- 1999 - Luce e pane
- 2000 - I'll Fly
- 2004 - 6 desiderio
- 2007 - Un giorno a Napoli
- 2009 - Siamo ancora qui
- 2009 - Non voglio lavorare
- 2009 - No quiero trabajar
- 2011 - Ritornerà il futuro
- 2012 - Tra rose e cielo
- 2013 - E se torna la voce
- 2013 - Dove sei

## Participació en el Festival de Sanremo
| Any i Categoria             | Cançons (autors - compositors) | Lloc |
| --------------------------- | ------------------------------ | ---- |
| Sanremo Nuove Proposte 1996 | Liberami                       | 6è   |
| Festival de Sanremo 1997    | Fiumi di parole                | 1r   |

## Participació en el Festival de la Cançó d'Eurovisió 1997
| Any i Categoria                       | Brani (autors - compositors) | Lloc |
| ------------------------------------- | ---------------------------- | ---- |
| Festival de la Cançó d'Eurovisió 1997 | Fiumi di parole              | 4t   |